# Aeroportul Grímsey
Aeroportul Grímsey (IATA: GRY, ICAO: BIGR) este un aeroport din Akureyri, Northeastern Region⁠(d), Islanda ce deservește zona Grímsey⁠(d). Aeroportul a fost tranzitat în 2019 de 2.133 de pasageri. A fost deschis în 1919 și numit după zona deservită.
Situat la o altitudine de 25 m, aeroportul dispune de o singură pistă. Este operat de Isavia⁠(d).